# Diva Slatina
Diva Slatina (Bulgaars: Дива Слатина) is een dorp in het noordwesten van Bulgarije in de gemeente Georgi Damjanovo in oblast Montana, niet ver van de Servische grens.

## Bevolking
Op 31 december 2019 telde het dorp 79 inwoners, een drastische daling vergeleken met het maximum van 752 inwoners in december 1946.
|  |

Alle 110 inwoners reageerden op de optionele volkstelling van 2011. Van deze 110 respondenten identificeerden 109 personen zichzelf als etnische Bulgaren (99,1%), gevolgd door 1 ondefinieerbare persoon (0,9%).